# Scytalopus intermedius
Scytalopus intermedius — вид горобцеподібних птахів родини галітових (Rhinocryptidae). Вважався підвидом тапакуло чорного (Scytalopus latrans), але виокремлений у 2020 році.

## Поширення
Ендемік центральних Анд на півночі Перу. Більшість записів взяті з басейну річки Уткубамба. Ареал простягається звідти на захід до річки Мараньйон, на схід до річки Уаяги і на південь до Сан-Мартіна. Трапляється на висотах від 2560 до 3600 м.

## Опис
Птах завдовжки приблизно 11 см. Самці важать від 16,7 до 22 г, а самиці від 14 до 20 г. Самець повністю чорний. Самиця темно-сіра зверху і трохи світліша знизу без коричневого кольору на боках.